# Doxifluridine
Doxifluridine là một tiền chất tương tự nucleoside thế hệ thứ hai được phát triển bởi Roche và được sử dụng như một tác nhân tế bào học trong hóa trị liệu ở một số nước châu Á bao gồm Trung Quốc và Hàn Quốc. Doxifluridine không được FDA chấp thuận sử dụng ở Mỹ. Nó hiện đang được đánh giá trong một số thử nghiệm lâm sàng dưới dạng điều trị độc lập hoặc điều trị kết hợp.

## Tên gốc
5'-deoxy-5'-fluorouridine, 5'-deoxy-5-fluorouridine, 5'-DFUR, 5'-fluoro-5'-deoxyuridine, doxifluridine, doxyfluridine, Furtulon, Ro 21-9738

## Sinh học
5-fluorouracil (5-FU) hiện là một chất chống dị ứng được FDA phê chuẩn. 5-FU thường được tiêm tĩnh mạch để ngăn chặn sự thoái hóa của nó bởi dihydropyrimidine dehydrogenase trong thành ruột. Doxifluridine (5 nam-deoxy-5-fluorouridine) là một dẫn xuất fluoropyrimidine của 5-FU, do đó là một tiền chất nucleoside thế hệ thứ hai. Doxifluridine được thiết kế để cải thiện sinh khả dụng đường uống để tránh sự thoái hóa dihydropyrimidine dehydrogenase trong hệ thống tiêu hóa.
Trong một tế bào, pyrimidine nucleoside phosphorylase hoặc thymidine phosphorylase có thể chuyển hóa doxifluridine thành 5-FU. Nó cũng là một chất chuyển hóa của capecitabine. Nồng độ cao của pyrimidine-nucleoside phosphorylase và thymidine phosphorylase được thể hiện ở ung thư thực quản, vú, cổ tử cung, tụy và gan. Giải phóng 5-FU là chất chuyển hóa hoạt động và dẫn đến ức chế tổng hợp DNA và chết tế bào.

## Tác dụng phụ
Biểu hiện cao của thymidine phosphorylase cũng được tìm thấy trong đường ruột của con người, dẫn đến độc tính giới hạn liều (tiêu chảy) ở một số cá nhân.
Các tác dụng phụ thường gặp nhất đối với doxifluridine là nhiễm độc thần kinh và viêm niêm mạc.

## Tên thương hiệu
Ai Feng - Hengrui, Trung Quốc; Didox - Shin Poong, Hàn Quốc; Doxifluridine-XinShiDai Pharm - Dược phẩm XinShiDai, Trung Quốc; Doxyfluridine Kwangdong - Kwang Dong, Hàn Quốc; Furtulon - Roche, Trung Quốc; Ke Fu - Zhaohui, Trung Quốc; Kế Tử - Tây Nam, Trung Quốc; Qi Nuo Bi Tong - Công nghệ cao Wanjie, Trung Quốc; Thư Kỳ - Đội, Trung Quốc; Tan Nuo- Công ty TNHH Hóa chất & Hóa chất Xinchang, Trung Quốc; Yi Di An - Thái Bình Dương, Trung Quốc; Mũ Doxifluridine- Công ty TNHH Myungmoon Pharma